# Ванька-взводный
Ванька-взводный или Ванька-ротный — собирательный образ русского офицера ротного звена, на которого кладется тяжкая ноша военных будней и боевой подготовки в мирное время.
Ванькой-взводным или ванькой-ротным в современном армейском лексиконе принято называть офицера, по разным причинам не имеющего перспектив служебного роста выше батальонного звена. 

## Словарное определение
Словарь русского военного жаргона под редакцией д.ф.н., проф. В. П. Коровушкина даёт следующее определение:

Ва́нька-взво́дный м. пренебр. — командир взвода. СВ и ВПВО: солдат и офицер.

Согласно словарю, данное выражение существует, как минимум, с 1941 года по настоящее время. Подтверждение того, что выражение употреблялось в самые годы войны, можно встретить в воспоминаниях многих ветеранов-фронтовиков. Александр Леонов в своих воспоминаниях пишет о том, что в решающий момент Сталинградской битвы, в батареях как раз не хватало самых нижних чинов — командиров взводов, которых и называли тогда «ванька-взводный». С документальной точностью происхождение выражения удалось подтвердить писателю Сергею Михеенкову, изучив дневники погибших офицеров и найдя среди них дневник младшего лейтенанта Олега Овсянникова, который погиб в 1943 году под Жиздрой. В своей записи в дневнике за 24 июня 1943 г., Овсянников проливал свет на суть понятия. Ванька-взводный — это было общее прозвище, которым старшие офицеры называли пехотных лейтенантов Великой Отечественной войны, командиров стрелковых взводов. В их среде бытовала поговорка: «Больше роты не дадут, дальше фронта не пошлют…». Позднее, эта фраза и её производные стали частью самостоятельного армейского фольклора о злоключениях Ваньки-взводного (см. Персонаж в армейском фольклоре)
Д.ф.н., профессор, декан филологического факультета ДонНУ Евгений Отин отмечает что словосочетание прочно вошло в повседневный лексикон и стало ассоциироваться с личным именем Иван (Ванька). Как отмечает председатель Союза писателей России Валерий Ганичев, национальность командира играла при этом третьестепенную роль, будь он даже татарином, он продолжал оставаться «ванькой-взводным»

## Литературный персонаж
Несмотря на то, что само словосочетание вошло в обыденный лексикон военных, начиная с самых первых дней Великой Отечественной войны, оно долгое время не выходило за рамки устного фольклора. Первое появление ваньки-взводного в художественной литературе содержится в повести Виктора Петровича Астафьева «Пастух и пастушка», впервые опубликованной в журнале «Наш современник» в 1971 году (№ 8), впоследствии — многократно перепечатанной миллионными тиражами на протяжении более трёх десятилетий, в 1970-е, в 1980-е, 1990-е и 2000-е годы.
Астафьев писал о своих планах написать большой одноименный рассказ о войне ещё в своём письме писателю Евгению Городецкому от 27 декабря 1972 года. Однако большой рассказ так и не был издан. Сам же Виктор Астафьев в будничной своей жизни называл ваньками-взводными друзей — писателей-фронтовиков Василя Быкова и Юрия Бондарева.

Именно там, на передовой, для фронтовика Виктора Астафьева были и настоящая справедливость, и настоящая свобода, что он старался выразить в своих в произведениях. 
Война стала для многих людей той отдушиной, где человек мог проявить свои лучшие качества, — так характеризует строки об астафьевском «ваньке-взводном» историк Дмитрий Калихман.
Сам Астафьев незадолго до распада Советского Союза опубликовал статью в журнале «Родина» под названием «Окопная правда», в которой описал несправедливость, царившую в войсках, несправедливость, которая невидимым водоразделом встала между сражавшимися на передовой фронтовиками и засевшими вдали от передовой тыловиками:
«Справедливость единственно где была, так это на передовой, на самой-самой. Сейчас пишут: комиссары тут, артисты в окопах, газетчики, фотокорреспонденты. Да ничего подобного! Спросите об этом у настоящего честного фронтовика, у кого мозги ещё не свихнулись. Никаких комиссаров, никакого НКВД, никаких следователей, которые в кино по окопам лазят. Да они обделаются ещё на подходе к передовой! Никого там из них не было, там самый главный был Ванька-взводный с засаленным пузом — бегает с пистолетом, матерится… Ну и где-нибудь поблизости командир роты. А командир батальона — это уже барин, ему отдельно кушать подано и всё такое… Вот здесь была справедливость, вот здесь была свобода. И это меня потрясало. Уж здесь говорили чего хотели и делали чего хотели. И Бог им судья».
Прошедший почти всю войну на передовой, участник Ржевской битвы Александр Ильич Шумилин в своих воспоминаниях «Ванька-ротный» глубже раскрывал эту фронтовую несправедливость:

…если вы увидите увешанного наградами, знайте, что любая из [них] имеет обратную сторону. Воевали и шли под свинец не те, кто погонял нас, ротных, по телефону, не те, кто рисовал на картах кружочки и стрелы, не те, кого стригли и помадили [в тылу]… Начальники… по телефону требовали, угрожали… расправой, крыли трёхэтажной матерщиной. А когда я являлся с докладом — снисходительно улыбались… иронично удивляясь… [и] не стеснялись прямо в глаза спросить: — Ты ещё жив? А мы думали, что тебя убило! И деревню не взяли?.. Смотри[те] — он даже не ранен!.. Невидимая стена разделяла фронт на два лагеря. Одни сидели в тылу… за солдатскими спинами, а мы ценой своей жизни и крови добывали им деревни. Чем тупей и трусливей были они, тем настойчивей и свирепей гнали… нас вперёд. Мы были жертвой их промахов, неумения и неразберихи. Все эти прифронтовые „фронтовики“ и „окопники“ должны [теперь] тихонько сидеть… гадить в галифе и помалкивать в тряпочку о том, что они воевали и видели войну, чтобы ненароком не испачкаться в собственном дерьме… Я служил службу „погонялы“ своих солдат на верную смерть. В этом я признаюсь, беру на себя вину [и] каюсь — на мне лежит этот тяжкий грех. А начальники мои перед солдатами остались не виновными. Они… не кричали, в атаку их… не гнали, трибуналом не пугали, [ведь] у них были для этого командиры рот — Ваньки ротные!.. Не думайте, что я что-либо сгущаю, мне иногда от обиды просто хочется всех подальше послать! Как они только выжили, сидя у нас за спиной?!.. Мы были тем мусором, цена жизни которого была мала и ничтожна…

## Суть
Сущность той ситуации, в которой находится младший офицер на фронте, и почему он зовётся ванькой-взводным, весьма ёмко объясняют ветераны войны Борис Рабинер и Владимир Эдельман, прошедшие все ступени батальонной офицерской лестницы, от взводного, ротного до комбата. По их собственному признанию, каждый ветеран, хотя бы раз участвовавший в атаке в рукопашном бою, помнит тревожную ночь ожидания перед боем, когда сапёры уже заканчивают делать проходы в минных полях и проволочных заграждениях, начинается артподготовка и вот-вот хриплые голоса взводных подымут бойцов в атаку: «Вперёд! За Родину!». Особенно трудно, по их признанию, было оторваться от бруствера и подняться во весь рост. А затем, в мыслях наступавших уже не было ничего, кроме того, как добежать до вражеского окопа, успеть выстрелить и вонзить штык винтовки во врага первым, бросить гранату, вцепиться врагу в горло… Только одну-две атаки мог пережить пехотинец, а Ванька-взводный — главный герой войны — жил не более месяца на фронте. Продолжая тему, Арон Шнеер указывает на неосведомлённость ваньки-взводного. Если бы в 1941 г. советский ванька-взводный знал, что броня у немецкого танка Т-I — 15 мм и пробивается бронебойной пулей, и что брод глубиной 80 см он не берёт, то он бы через Припять не бежал, а на этом берегу сидел бы и ждал, когда этот танк в воду сунется и сам утонет. Да и зная о том, что немецкая пушка образца 1912 года дальше 8 км не стреляет, он бы на 20 км не бежал. Но ванька-взводный этого не знал… Известный советский диссидент Виктор Некрасов, сам в молодые годы бывший офицером Красной Армии, уже находясь в эмиграции, в своих воспоминаниях писал, что и в старости питает к армии любовь и уважение. Более того, она, по его словам, была для него родной, и не было ничего ближе для него, чем друг-фронтовик, Ванька-взводный.
Советский литературовед, доктор наук, профессор Мариэтта Чудакова в одной из статей, посвящённых военному времени, вспоминала откровения своего старшего брата Д. О. Хан-Магомедова (впоследствии — известный советский теоретик уголовного права), который после двухмесячного ускоренного обучения на младшего лейтенанта был отправлен на фронт. «Знаешь, что такое Ванька-взводный? Это взвод встаёт в атаку, а я за ним — с наганом!..»

## Характеристика персонажа в произведениях других авторов в жанре прозы и поэзии
Писатель Георгий Владимов в своей книге «Генерал и его армия», удостоенной Букеровской премии (1995) и премии им. А. Сахарова «За гражданское мужество писателя» (2000), освещает события Великой Отечественной войны, где озвучивает в том числе и мысль о том, что девятнадцатилетние мальчишки — ваньки-взводные — и вытягивали на себе войну, и никем этих мальчишек было не заменить.
Схожую мысль можно встретить у другого писателя-фронтовика Владимира Тендрякова, согласно которому Ванька-взводный — это, образно говоря, позвонок, мелкая косточка в становом хребте армии, на котором всё держится.
Писатель Владимир Богомолов в своей книге «В кригере» делится размышлениями о своих ровесниках-фронтовиках и поколениях будущих офицеров, в каждом из которых ему видится Ванька-взводный времен войны, выражаясь словами самого Богомолова: «Безответный бедолага — пыль окопов и минных предполий». Вдова В. О. Богомолова Раиса Глушко позже уточнила, что этими словами писатель хотел наиболее лаконично выразить боль своего сердца и чувство бесконечного долга перед теми, кто не вернулся с войны.
В романе Евгения Фёдорова «Жареный петух», опубликованном в журнале «Нева» в 1990 году, Ванькой-взводным автор называет персонажа произведения — бригадира лесоцеха, фронтовика Глядковского.
Поэтессой Юлией Владимировной Друниной написано увидевшее свет многотысячными тиражами одноименное стихотворение, противопоставляющее штабным генералам ваньку-взводного, привычного к боям, тяжкому окопному быту и лишениям — «малюсенький винтик в исполинской махине войны». Ключевая идея стихотворения Друниной — вклад безымянного ваньки-взводного в Победу над фашизмом, который, по мнению Друниной, превышает таковой ото всех остальных командиров всех рангов.
В поэзии Бориса Слуцкого также имеется стихотворение, посвящённое ваньке-взводному, в котором героя судят судом военно-полевого трибунала, после чего расстреливают. Слуцкий на этом примере пытается передать другую нелицеприятную сторону фронтового житья-бытья младшего офицерского состава, которая заключается в том, что ответственность за все ошибки и просчёты командования в итоге ложится на рядовых исполнителей высшей командирской воли — окопных командиров.
Свой ванька-взводный есть и у поэта-фронтовика Владимира Семёновича Жукова. Жуков, — пишет о нём в своей рецензии профессор Ивановского государственного университета Леонид Таганов, — как никто знал «чернорабочую» сторону войны. В его поэзии принципиально и настойчиво утверждалась та «окопная правда», которую сполна познал и он сам, и его товарищи. Надо было ощутить войну изнутри, побыть лейтенантом, «а по-фронтовому — ванькой-взводным, без которого нельзя представить будни минувшей войны, чтобы так писать о ней, как писал Жуков», — заключает Таганов.

## В армейском фольклоре с 1960-х гг. по настоящее время
Бытовавшая в среде пехотных лейтенантов Великой Отечественной войны поговорка «Больше роты не дадут, дальше фронта не пошлют…» практически без изменений дошла до сегодняшнего дня. В армейском фольклоре мирного времени также распространён вариант «Меньше взвода не дадут, дальше Кушки не пошлют», обыгрывающая положение младшего офицера-взводного, служащего в отдалённом гарнизоне: с одной стороны, самая низшая должность и незавидное состояние, с другой, почти никакие служебные упущения не могут привести к ухудшению положения, так как хуже уже просто некуда. Помимо этой поговорки в армейском фольклоре распространились и другие, ключевым персонажем которых был Ванька-взводный.
Лето жарит и пылит,
В отпуск едет замполит.
На дворе декабрь холодный,
В отпуск едет Ванька-взводный.
 Командир идёт — хохочет, 
 в отпуск едет когда хочет.
Генерал инженерных войск Олег Рогожкин, вспоминая свои лейтенантские годы, пишет о том, что данный курьёз был не просто стечением обстоятельств, но самым настоящим войсковым принципом.
Кандидат филологических наук Ольга Золотоверхая отмечает, что весь этот фольклор явился частью оппозиции «военные-гражданские». Активность представителей военного ведомства (генерал, ефрейтор, взводный, замполит), представленная в паремиях, не связана с военными действиями, а описывает поведение данных субъектов в мирное время.
В литературе
Шумилин Александр Ильич - "Ванька ротный"